# Bibbia Eliot degli Indiani d'America

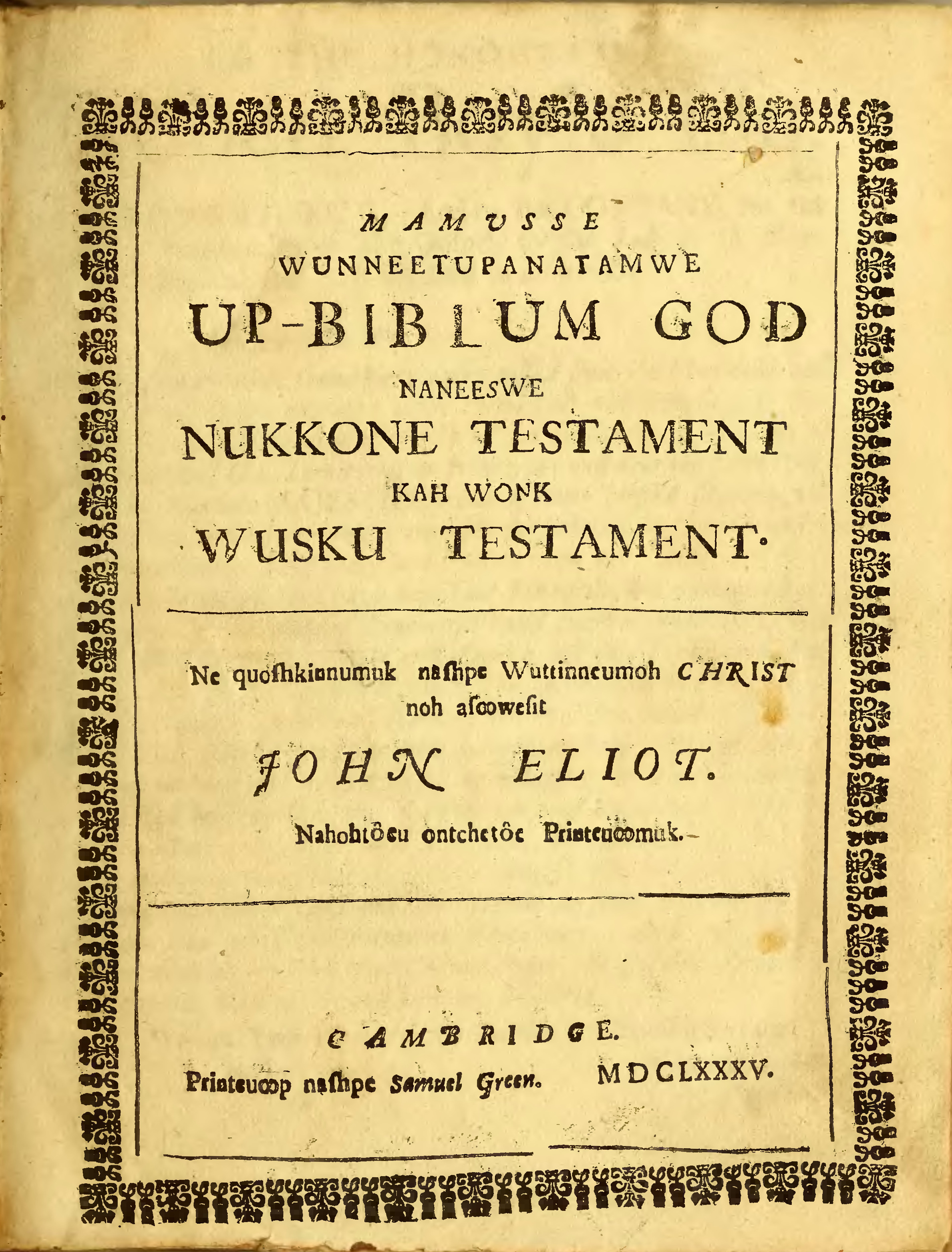
Frontespizio della Bibbia degli Indiani Algonchini del 1685

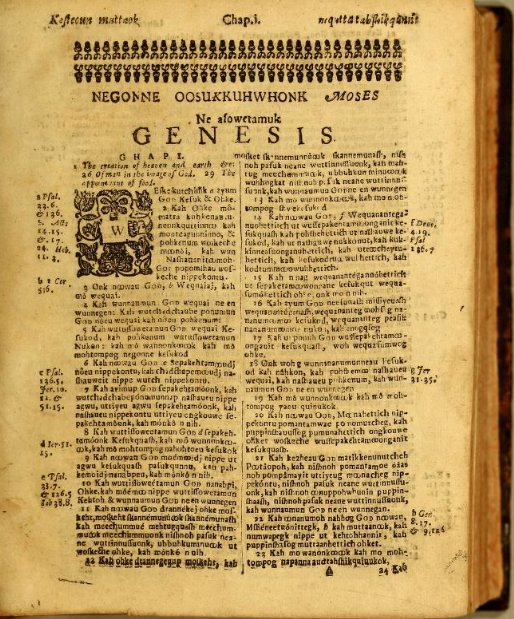
Bibbia degli Indiani Algonchini - Genesi capitolo 1
Prima pagina del Vecchio Testamento, copia del 1685

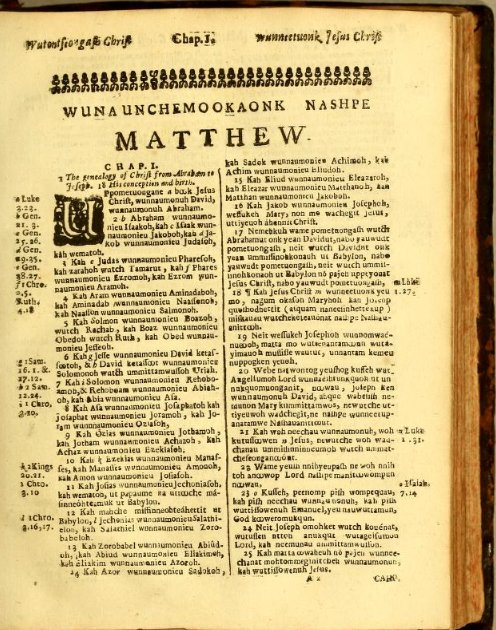
Bibbia degli Indiani Algonchini - Vangelo di Matteo capitolo 1
Prima pagina del Nuovo Testamento, copia del 1685

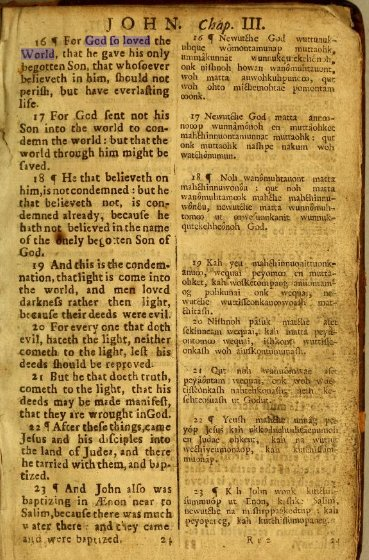
Bibbia Algonchina del 1709: Capitolo 3 del Vangelo di Giovanni

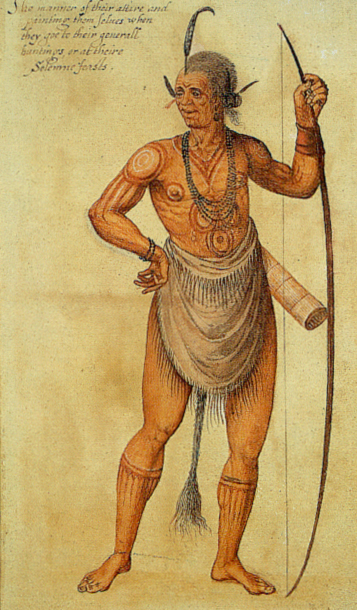
Indiano Algonchino di John White, 1585.

La Bibbia Eliot degli Indiani d'America (titolo ufficiale: Mamusse Wunneetupanatamwe Up-Biblum God, anche nota come: Algonquian Bible o Bibbia Algonchina) fu la prima Bibbia pubblicata nel Nord America britannico. Il missionario puritano inglese John Eliot effettuò una traduzione della Bibbia di Ginevra (la Bibbia utilizzata, fra gli altri, da Shakespeare e Bunyan) nella lingua indigena Massachusett. Per questa ragione è anche nota come la Bibbia indiana di Eliot (Eliot's Indian Bible). Mamusse Wunneetupanatamwe Up Biblum God che significa L'intera Sacra Scrittura, la Bibbia di Dio, sia l'Antico ed il Nuovo Testamento. Tradotta dal servitore di Cristo, che è chiamato John Eliot.

## Storia
La Storia della  Bibbia indiana di Eliot comprende tre eventi storici che concorsero alla realizzazione della Bibbia algonchina.

### La prima tipografia d'America
L'inglese Stephen Daye fu incaricato da Jose Glover, un benestante ministro di culto che non condivideva gli insegnamenti religiosi della Chiesa anglicana, di trasportare un torchio tipografico in America nel 1638.
Jose Glover morì durante la traversata intercontinentale prima di arrivare in America. La sua vedova Elizabeth (Harris) Glover, Stephen Daye, ed il torchio giunsero a Cambridge, nello stato del Massachusetts, dove la signora Glover aprì la sua tipografia con la collaborazione dell'operaio di Jose, Stephen Daye. Daye avviò l'attività della prima tipografia americana, precorritrice della Harvard University Press. La tipografia era ubicata nell'abitazione del rettore del Harvard College (la prima istituzione universitaria statunitense), dove venne pubblicato materiale religioso negli anni '40 del Seicento, come il Bay Psalm Book (Libro dei Salmi della Baia del Massachusetts in versi, primo libro stampato nel Nord America britannico). Elizabeth Glover sposò il rettore del Harvard College Henry Dunster il 21 giugno 1641. Nel 1659, la tipografia fu trasferita all'Indian College (istituto universitario per l'istruzione superiore dei nativi) ad Harvard quando si ottenne un nuovo torchio.  La Bibbia indiana di Eliot  fu stampata dall'Indian College.

### Legge del Parlamento
Nel 1649, il Parlamento approvò An Act for the Promoting and Propagating the Gospel of Jesus Christ in New England (Una legge per la promozione e la propagazione del Vangelo di Gesù Cristo nella Nuova Inghilterra), che istituì in Inghilterra un ente composta da un presidente, un tesoriere e quattordici persone per aiutarli Il nome dell'ente era "The President and Society for the propagation of the Gospel in New England," (Il Presidente e la Società per la propagazione del Vangelo nella Nuova Inghilterra) ma successivamente fu noto semplicemente come la New England Company (Società della Nuova Inghilterra). L'ente era autorizzato alla raccolta di fondi in Inghilterra per scopi missionari nella Nuova Inghilterra. Questo denaro veniva versato ai Commissioners of the United Colonies of New England e speso a fini missionari, fra i quali la Bibbia indiana di Eliot.

### Arrivo di John Eliot
Eliot arrivò nella Colonia della Baia del Massachusetts dall'Inghilterra nel 1631. Uno dei suoi compiti era quello di convertire gli indigeni Massachusett al Cristianesimo. Lo strumento usato da Eliot furono le Sacre Scritture cristiane. Eliot era dell'opinione che i nativi si sarebbero sentiti maggiormente a loro agio se avessero potuto sentire le Scritture nella loro lingua anziché in inglese (una lingua che comprendevano poco). Eliot ritenne preferibile tradurre la Bibbia cristiana inglese in una Bibbia algonchina piuttosto che insegnare l'inglese ai nativi Massachusett. Egli proseguì nell'apprendimento della lingua algonchina del popolo Massachusett in modo da poter tradurre la Bibbia dall'inglese al dialetto Natick usato dai Massachusett. Eliot tradusse tutti i 66 libri della Bibbia inglese in poco più di 14 anni. C'erano voluti 44 studiosi, sette anni prima, per realizzare la versione Re Giacomo (King James Version) della Bibbia cristiana nel 1611. Eliot dovette divenire un linguista  e lessicografo per ideare un dizionario algonchino ed un libro di grammatica. Egli si avvalse della collaborazione di alcuni nativi Massachusett del luogo al fine di agevolare la traduzione, fra i quali Cockenoe, John Sassamon e James Printer (Giacomo il tipografo).
Eliot compose come suo primo testo per la Corporation for the propagation of the Gospel in New England in lingua Massachusett un libro di testo per insegnare a leggere ai bambini nonché un catechismo nel 1653 stampato da Samuel Green. Successivamente, egli tradusse e diede alle stampe nel 1655-56 il Vangelo di Matteo, il libro della Genesi ed i Salmi in lingua algonchina. Furono stampati come campioni per la società missionaria che aveva sede a Londra per mostrare il potenziale aspetto di una Bibbia algonchina completa. La società missionaria approvò il campione ed inviò in America un tipografo professionista, Marmaduke Johnson, nel 1660 con 100 risme di carta ed 80 libbre del nuovo carattere per stampare la Bibbia. Per adattare la trascrizione alla diversa lingua, fonemi algonchini non presenti in inglese ("O's" and "K's") dovettero essere ordinati appositamente per la stampa.
Johnson ottenne un contratto triennale per collaborare alla stampa di tutti i 66 libri della Bibba (Antico e Nuovo Testamento). La Bibbia indiana di Eliot fu stampata a Cambridge, Massachusetts, presso l'Harvard College da Samuel Green. Nel 1661, con la collaborazione del tipografo inglese Johnson ed un Nipmuc (cioè un uomo appartenente alla tribù dei Nippenet) chiamato James Printer (Giacomo il tipografo), Green stampò 1500 copie del Nuovo Testamento. Nel 1663, essi stamparono 1000 copie della Bibbia complete di tutti i 66 libri  (Antico e Nuovo Testamento) in un volume di 1.180 pagine. I costi di questa produzione furono pagati dalla Società missionaria, autorizzata dal Parlamento inglese, grazie a donazioni raccolte in Inghilterra e Galles.

## Descrizione
Eliot era determinato a dare ai nativi la Bibbia cristiana in lingua Massachusett. Egli apprese il dialetto Natick dei Massachusett e la sua grammatica. Il nome del dialetto "Natick" veniva da una cittadina presso Roxbury, vicino a Boston, ove Eliot visse in mezzo ai nativi Massachusett per 57 anni come loro pastore. Egli convertì al cristianesimo questi Indiani Natick.  Prima del 1674 vi erano 1400 Cristiani fra i Massachusett.
Eliot lavorò alla Bibbia indiana per oltre 14 anni prima della sua pubblicazione. L'Inghilterra contribuì con 16.000 sterline alla sua edizione prima del 1660. Il denaro venne da donazioni private, fatte in Inghilterra e Galles. Non vi furono donazioni dalle colonie della Nuova Inghilterra per la Bibbia indiana di Eliot. La traduzione rispondeva alla domanda che i Massachusett avevano più volte rivolto ad Eliot: "Come posso ottenere la fede in Cristo?" La risposta ecclesiastica era "Prega e leggi la Bibbia." Dopo la traduzione di Eliot, fu disponibile una Bibbia che essi potevano leggere.
Il frontespizio della Bibbia algonchina fu realizzato in dialetto Natick dei nativi Massachusett così come tutti libri dell'Antico e Nuovo Testamento. La Bibbia indiana di Eliot è degna di nota perché dimostrava la passione dei primi coloni di fornire le Scritture ai nativi americani dei luoghi. L'assemblea legislativa del Massachusetts auspicava la massima diligenza nella diffusione del Cristianesimo.
Eliot tradusse la Bibbia partendo da una lingua non scritta dei nativi americani, utilizzando un alfabeto che gli Algonchini riuscissero a leggere e capire. Fu l'unico missionario a creare un nuovo alfabeto da una lingua non scritta al fine di insegnare le Scritture, dopo oltre un millennio da quando Ulfila ideò l'alfabeto gotico. Per mostrare la difficoltà della lingua algonchina usata nella Bibbia indiana di Eliot, Cotton Mather dà un esempio della parola algonchina Nummatchekodtantamoonganunnonash (32 caratteri) che significa  "le nostre concupiscenze". Egli disse che la lingua dei nativi non aveva la minima affinità o derivazione rispetto a qualsiasi idioma europeo.
Alcune delle domande religiose fatte ad Eliot dai Natick, alle quali egli doveva rispondere tramite la nuova Bibbia algonchina ed il discepolato erano:
- Se uno solo dei genitori è credente, qual è la condizione dei loro bambini?
- Come può tanto peccato far abbondare la grazia?
- Se un vecchio come me si pente, può essere salvato?
- Cosa significa: "Si rallegrino gli alberi della foresta"?
- Cosa significa: "Non si può servire due padroni"?
- Quelli in Cielo possono vedere noi sulla terra?
- Si vedono e riconoscono fra loro? Ti riconoscerò in paradiso?
- Si riconoscono l'un l'altro all'inferno?
- Cosa intende Dio quando dice: "Sarete la mia proprietà particolare"?
- Se Dio creò l'inferno in uno dei sei giorni, perché Dio fece l'inferno prima che Adamo peccasse?
- Gli Inglesi non rovinano la loro anima quando dicono che una cosa è costata loro più di quanto sia vero? Non equivale forse a rubare?

## Eredità spirituale
Nel 1664, una copia unica, appositamente realizzata per essere esposta, fu donata al Re Carlo II da Robert Boyle, il presidente della Società per la propagazione del Vangelo nella Nuova Inghilterra.  Molte copie della prima edizione (1663) della Bibbia indiana di Eliot furono distrutte dagli Inglesi nel 1675-76 durante una guerra contro Metacomet (capo di guerra dei Wampanoag). Nel 1685, dopo un certo dibattito, la società missionaria decise di pubblicare un'altra edizione della  Bibbia indiana di Eliot. La seconda edizione dell'intera Bibbia fu ultimata nel 1686 ad un costo pari ad una minima parte di quello richiesto dalla prima edizione. Vennero stampate 2000 copie.  Una dedica a Robert Boyle, governatore del Massachusetts, venne stampata su un foglio speciale, inserito nelle copie in omaggio del 1685 mandate in Europa.
La prima edizione in inglese dell'intera Bibbia non fu stampata negli Stati Uniti se non dopo circa 120 anni dalla Bibbia indiana di Eliot  quando la Bibbia di Robert Aitken's uscì nel 1782. Si suppone che la traduzione della Bibbia indiana di Eliot avvenne tutta usando la stessa penna. Il progetto di stampa della Bibbia indiana di Eliot fu la maggiore impresa tipografica del diciassettesimo secolo nellecolonie americane.
Il dialetto Natick dei Massachusett, in cui fu effettuata la traduzione della Bibbia da Eliot, non è più in uso negli Stati Uniti. Attualmente, la Bibbia algonchina è illeggibile per la maggior parte delle persone nel mondo La Bibbia indiana di Eliot è degna di nota per essere il primo esempio noto di traduzione e stampa di tutti i 66 libri della Bibbia cristiana in un linguaggio nuovo che prima non aveva parole scritte.
La Bibbia indiana di Eliot è anche significativa perché fu la prima volta che l'intera Bibbia venne tradotta in un idioma diverso dalla madre lingua del traduttore. In precedenza, studiosi avevano tradotto la Bibbia dal greco, ebraico o latino nella loro madre lingua. Con Eliot, la traduzione avvenne in un linguaggio imparato soltanto a scopo di evangelizzazione.
Nel 1709 un'edizione speciale della Bibbia algonchina venne realizzata da Experience Mayhew (missionario fra gli indiani Wampanoag) con il testo algonchino in una colonna e quello inglese nella colonna a fronte. Conteneva unicamente i Salmi ed il Vangelo di Giovanni. Fu usato per abituare i Massachusett del luogo a leggere le Scritture. Questa 
Bibbia algonchina deriva dalla Eliot's Indian Bible. Il testo della Bibbia algonchina del 1709 è anche noto come il The Massachuset psalter (Libro dei Salmi Massachuset). Questa edizione del 1709 è basata sulla Bibbia di Ginevra, come la Bibbia indiana di Eliot (detta anche: Mamusse Wunneetupanatamwe Up Biblum God).
Una seconda edizione a stampa della  Bibbia indiana di Eliot  costituì un prezioso strumento per il Wôpanâak Language Reclamation Project (progetto di recupero della lingua Wôpanâak, altro nome della lingua Massachusetts), nel quale venne comparata alla Bibbia di Re Giacomo per reimparare il vocabolario e la grammatica Wôpanâak (Wampanoag).